# おもいッきりDON!ナゴヤ
『おもいッきりDON!ナゴヤ』（おもいっきりドン ナゴヤ）は、2009年3月30日から2010年3月25日まで中京テレビが日本テレビ系全国ネット番組『おもいッきりDON!1025』内で放送していたローカルコーナー。中京テレビ本社報道フロアからの生放送。

## 概要
『NNNストレイトニュース』の予告コーナー直後にステーションブレイク無しで接続放送されていたコーナーで、毎回短いコーナー枠の中で様々な情報を伝えていた。司会は、当時中京テレビのアナウンサーだった水谷陽介と田岡咲香が担当。出演者は基本的にこの2人だけだったが、回によっては全国区で活動する芸能人をゲストに迎えることもあった。
このローカルコーナーは、水谷たちが生出演するスタジオパートと、『情報パレッと!』や『きょうの天気』などのミニ番組を放送するパートによって構成されていた。スタジオパートは毎回お天気カメラからの映像でスタートするのが恒例で、BGMにはその日のゲストがリリースした新曲や視聴者からのリクエストがあった曲などを流していた。中京テレビのみで放送されていたコーナーであるが、スタジオパートで水谷たちが伝えていたのはゲストの新曲や彼らが出演するイベントなどが中心で、地域情報色は薄かった。
中京テレビはこのコーナーを放送していた関係から、『おもいッきりDON!1025』（現：『PON!』）の通販コーナー『PON!PON!ポシュレ』をネットしていなかった（現在も同様）。

## 放送時間
いずれも日本標準時。
- 月曜 - 金曜 11:10 - 11:22 （2009年3月30日 - 2010年1月8日）
- 月曜 - 木曜 11:10 - 11:22 （2010年1月11日 - 2010年3月25日） - 『おもいッきりDON! 1025』金曜放送分の廃枠と『ラッキーブランチ!!』の放送開始に伴い、週4日間の放送に縮小。

## 出演者
- 水谷陽介（当時中京テレビアナウンサー） - 全日出演。田岡が出演しない日には水谷が全て1人で進行していた。
- 田岡咲香（当時中京テレビアナウンサー） - 月曜から水曜まで出演。稀に『チュウキョ〜くんといっしょ!』で彼女が扮していた「田岡おねえさん」役で登場することもあった。

## 主な放送内容
ここに挙げた全てを放送するのではなく、この中の4コーナーほどを日替わりで放送していた。
- 水谷陽介のおすすめッDON!
- 田岡咲香のおすすめッDON!
- ゲストを迎えてのトーク
- 情報パレッと! （月曜 - 水曜） - 企業販促関連の情報を伝えていたミニ番組。
- チケット! （木曜） - 中京テレビ主催イベントの情報を伝えていたミニ番組。
- 今日の占い（月曜 - 水曜）
- きょうのプレゼント - 視聴者プレゼントコーナー。
- きょうの天気 - 毎回コーナー枠のラストで放送されていた天気予報。